# Arthur Atta
Arthur Atta, né le 14 janvier 2003 à Rennes en France, est un footballeur français qui évolue au poste de milieu défensif à l'Udinese Calcio.

## Biographie

### Jeunesse
D'origine béninoise, Atta naît le 14 janvier 2003 à Rennes.

### En club
Né à Rennes en France, Arthur Atta est formé par le Stade rennais FC avant de rejoindre le FC Metz en 2018, où il poursuit sa formation.
C'est avec ce club qu'il commence sa carrière professionnelle, jouant son premier match le 26 décembre 2022, lors d'une rencontre de championnat face au Chamois niortais. Il entre en jeu et les deux équipes se neutralisent (0-0 score final).
Le 25 janvier 2023, Atta signe son premier contrat professionnel avec le FC Metz, le liant au club jusqu'en juin 2026.
Atta fait sa première apparition en Ligue 1 le 13 août 2023, lors de la première journée de la saison 2023-2024, face à son club formateur, le Stade rennais FC. Il entre en jeu et son équipe est battue par cinq buts à un,.
Le 17 mars 2024, Atta marque son premier but en Ligue 1 avec le FC Metz face au Stade de Reims en égalisant à la quatorzième minute. L'équipe s'incline néanmoins 2 buts à 1.
Le 30 août 2024 à une heure de la fin du mercato, le joueur signe à l'Udinese Calcio, alors club de Serie A en prêt avec option d'achat automatique.

### En sélection
Arthur Atta est sélectionné avec l'équipe de France des moins de 20 ans, jouant un total de trois matchs avec cette sélection en 2023.